# Успењски манастир (Старица)
Старички Успењски манастир (рус. Ста́рицкий Свя́то-Успе́нский монастырь) мушки је манастир Руске православне цркве под ингеренцијом Тверске епархије. Налази се у граду Старици на левој обали реке Волге на југу Тверске области, на месту где се у Волгу улива река Старица.

## Историјат манастира
На месту данашњег манастира током XII и XIII века деловала је монашка заједница која се сматра оснивачима модерног манастира. Манастир је основан у првој половини XVI века под ктиторством локалног књаза Андреја Ивановича. Манастиром је од 1559. до 1571. управљао архимандрит Јов, касније први Патријарх московски и све Русије. Патријарх Јов преминуо је у Старичком манастиру 1607. године.
Свој врхунац манастирско братство доживљава током XVII веку. Међутим манастир је био на рубу гашења након одузимања земље 1764. године, након чега је у манастиру живело свега 12 монаха.
Совјетске власти затвориле су манастир 1919, а током 1930-их готово су уништени торњеви на рубовима манастирског кремља. Рад манастирског братства обновљен је тек 1997. године.
Закључно са 2013. годином манастир је обновљен у свом изворном облику.
Манастирски комплекс је проглашен за објекат од великог културно-историјског значаја Руске Федерације.

## Манастирски комплекс
У оквиру манастирског комплекса постоје следеће грађевине:
- Храм Успења Пресвете Богородице (саграђен 1530) — изграђен од белог тесаног камена. У крипти храма налазе се мошти монахиње Пелагији, мајке патријарха Јова;
- Двоспратни парохијски дом са монашким келијама, трпезаријом и кухињом;
- надвратна црква светог Јована Богослова (саграђена 1964 на месту некадашње цркве изгореле у пожару 1681);
- Црква Ваведења Пресвете Богородице (саграђена 1570) — саграђена под ктиторством Ивана Грозног;
- Троицка црква (из 1819) — саграђена под ктиторством мајора Алексеја Тутолмина;
- Капелица Светог Георгија
- Гробница генерала Ивана Глебова (1707—1774).